# Torneo Clausura 2021 (Haití)
El Torneo Clausura 2021 (en francés: Série de Clôture 2021) fue el torneo con el que finalizó la Temporada 2020-21 de la Liga de fútbol de Haití. El campeón del torneo clasificaría al Campeonato de Clubes de la CFU 2022.
Comenzó el 3 de abril de 2021 y estaba calendarizada para terminar en junio del mismo año, sin embargo, el campeonato nunca finalizó debido a la inestabilidad del país producto de la crisis sanitaria por COVID-19, la inflación del país, las protestas contra el gobierno de Jovenel Moïse, el asesinato posterior de este, el terremoto de agosto; entre otros factores.

## Participantes
| - America des Cayes - Arcahaie FC - AS Capoise - AS Cavaly - AS Mirebalais - Baltimore SC - Cosmopolites SC - Don Bosco FC - FC Juventus des Cayes | - FICA - Ouanaminthe FC - Racing Club Haïtien - Racing Gônaïves FC - Real Hope FA - Tempête FC - Triomphe Liancourt FC - US Rivartibonitienne - Violette AC |

## Clasificación
| Pos. | Equipo                | Pts. | PJ | G | E | P | GF | GC | Dif. | Clasificación 2021                 |
| ---- | --------------------- | ---- | -- | - | - | - | -- | -- | ---- | ---------------------------------- |
| 1    | Don Bosco FC          | 16   | 8  | 4 | 4 | 0 | 14 | 5  | +9   | Clasifica a las semifinales        |
| 2    | AS Mirebalais         | 15   | 9  | 3 | 6 | 0 | 8  | 5  | +3   | Clasifica a las semifinales        |
| 3    | US Rivartibonitienne  | 15   | 9  | 3 | 6 | 0 | 8  | 5  | +3   | Clasificado a los cuartos de final |
| 4    | Ouanaminthe FC        | 13   | 9  | 3 | 4 | 2 | 7  | 7  | 0    | Clasificado a los cuartos de final |
| 5    | Arcahaie FC           | 12   | 6  | 3 | 3 | 0 | 7  | 1  | +6   | Clasificado a los cuartos de final |
| 6    | AS Cavaly             | 12   | 6  | 3 | 3 | 0 | 9  | 4  | +5   | Clasificado a los cuartos de final |
| 7    | FICA                  | 12   | 9  | 3 | 3 | 3 | 5  | 4  | +1   |                                    |
| 8    | Tempête FC            | 12   | 8  | 3 | 3 | 2 | 7  | 8  | −1   |                                    |
| 9    | AS Capoise            | 11   | 9  | 3 | 2 | 4 | 6  | 5  | +1   |                                    |
| 10   | Triomphe Liancourt FC | 10   | 8  | 2 | 4 | 2 | 8  | 6  | +2   |                                    |
| 11   | Real Hope FA          | 10   | 9  | 3 | 1 | 5 | 10 | 11 | −1   |                                    |
| 12   | Violette AC           | 10   | 9  | 2 | 4 | 3 | 7  | 8  | −1   |                                    |
| 13   | Racing Gônaïves FC    | 10   | 9  | 2 | 4 | 3 | 4  | 7  | −3   |                                    |
| 14   | America des Cayes     | 8    | 7  | 2 | 2 | 3 | 7  | 7  | 0    |                                    |
| 15   | FC Juventus des Cayes | 8    | 8  | 2 | 2 | 4 | 5  | 8  | −3   |                                    |
| 16   | Baltimore SC          | 6    | 8  | 1 | 3 | 4 | 6  | 9  | −3   |                                    |
| 17   | Racing Club Haïtien   | 6    | 8  | 1 | 3 | 4 | 8  | 16 | −8   |                                    |
| 18   | Cosmopolites SC       | 4    | 7  | 1 | 1 | 5 | 3  | 13 | −10  |                                    |

Actualizado a los partidos jugados el 30 de mayo de 2021.
 Fuente: Soccerway

## Tabla acumulada
| Pos. | Equipo                | Pts. | PJ | G  | E  | P  | GF | GC | Dif. | Clasificación 2020-21                              |
| ---- | --------------------- | ---- | -- | -- | -- | -- | -- | -- | ---- | -------------------------------------------------- |
| 1    | Arcahaie FC           | 42   | 23 | 12 | 6  | 5  | 27 | 11 | +16  |                                                    |
| 2    | Triomphe Liancourt FC | 40   | 25 | 11 | 7  | 7  | 25 | 21 | +4   |                                                    |
| 3    | AS Capoise            | 38   | 26 | 10 | 8  | 8  | 22 | 17 | +5   |                                                    |
| 4    | AS Cavaly             | 37   | 23 | 10 | 7  | 6  | 25 | 18 | +7   |                                                    |
| 5    | Baltimore SC          | 36   | 25 | 9  | 9  | 7  | 18 | 14 | +4   |                                                    |
| 6    | Don Bosco FC          | 35   | 25 | 8  | 11 | 6  | 34 | 26 | +8   |                                                    |
| 7    | Violette AC           | 35   | 26 | 7  | 14 | 5  | 25 | 21 | +4   | Clasificado al Campeonato de Clubes de la CFU 2022 |
| 8    | Tempête FC            | 34   | 25 | 9  | 7  | 9  | 25 | 23 | +2   |                                                    |
| 9    | US Rivartibonitienne  | 34   | 26 | 8  | 10 | 8  | 22 | 28 | −6   |                                                    |
| 10   | Real Hope FA          | 33   | 26 | 9  | 6  | 11 | 31 | 26 | +5   |                                                    |
| 11   | America des Cayes     | 33   | 24 | 9  | 6  | 9  | 23 | 22 | +1   |                                                    |
| 12   | Racing Club Haïtien   | 33   | 25 | 9  | 6  | 10 | 25 | 40 | −15  |                                                    |
| 13   | Ouanaminthe FC        | 31   | 26 | 7  | 10 | 9  | 18 | 25 | −7   |                                                    |
| 14   | FC Juventus des Cayes | 30   | 25 | 8  | 6  | 11 | 17 | 24 | −7   |                                                    |
| 15   | FICA                  | 29   | 26 | 5  | 14 | 7  | 22 | 20 | +2   |                                                    |
| 16   | AS Mirebalais         | 29   | 26 | 5  | 14 | 7  | 18 | 24 | −6   | Descenso a Segunda División 2021-22                |
| 17   | Racing Gônaïves FC    | 25   | 26 | 5  | 11 | 10 | 16 | 25 | −9   | Descenso a Segunda División 2021-22                |
| 18   | Cosmopolites SC       | 22   | 24 | 5  | 7  | 12 | 16 | 36 | −20  | Descenso a Segunda División 2021-22                |

Actualizado a los partidos jugados el 30 de mayo de 2021.
 Fuente: Soccerway
Notas:
1. ↑  Racing Gônaïves FC se le descontaron 1 punto por alinear a un jugador suspendido en la ronda 7.